# Бендль, Вацлав Ченек
Вацлав Ченек Бендль-Страницкий (чеш. Václav Čeněk Bendl-Stránický; 24 октября 1833, Турнов — 27 июня 1870, Волынь) — австро-венгерский чешский священник, поэт, писатель, журналист, переводчик. Первым перевёл на чешский язык поэзию Пушкина и Лермонтова.
Родился на северо-востоке современной Чехии в семье священника. Учился в Пражской гимназии, где был редактором студенческого журнала. Гимназию окончил без учёной степени. Ещё будучи учеником гимназии, он вместе с Колларом и другими юношами принадлежал к кружку, имевшему целью изучить чешское и славянское прошлое и стремиться к развитию отечественной литературы. Потом, приблизительно с 1853 до 1857 года, вместе со своими товарищами был сотрудником в журнале «Lumir», издаваемом Миковцем; под именем Ченька Страницкого он помещал там свои оригинальные лирические стихотворения и переводы из русских и польских авторов. Кроме того, в «Časopis Céskeho muzea» он поместил переводы стихотворений Пушкина и Лермонтова; потом, в 1859 и 1860 годах, он отдельно издал перевод эпических стихотворений Пушкина в двух томах. В 1854 и 1855 годах под псевдонимом Фабиана Чочки издавал сатирическо-юмористический журнал «Rachejtle».
С 1856 по 1860 год Бендл учился в духовной семинарии и в 1860 году был рукоположён в сан священника, став сотрудником журнала «Blagovest», издаваемого Штульцем. После получения сана он служил пастором в нескольких приходах на юге Чехии, а в последние годы жил в городе Волынь, где был катехетом, а позже директором школы. Умер и похоронен там же.